# Stadio dei Lavoratori (metropolitana di Pechino)
Stadio dei Lavoratori (in cinese: 工人体育场S, Gōngrén tǐyùchǎng zhànP), indicata sulla segnaletica ufficiale anche con la traduzione inglese Workers' Stadium, è una stazione della linea 3 e della linea 17, della quale attualmente è capolinea della sezione nord, della metropolitana di Pechino.
La stazione prende il nome dal vicino Stadio dei Lavoratori, il quale è stato ricostruito e inaugurato il 15 aprile 2023.

## Storia
Nel dicembre 2015, la Commissione per lo sviluppo e la riforma della città di Pechino approvò lo studio di fattibilità per la costruzione della linea 17 della metropolitana, che prevedeva il passaggio della linea nel distretto di Chaoyang e la realizzazione della stazione di Stadio dei Lavoratori.
I lavori di scavo della stazione della linea 17 sono iniziati nel febbraio 2016. Nel settembre 2017 vennero completate le opere di sostegno delle prime due gallerie orizzontali dei pozzi 4 e 5, mentre il 1° novembre iniziarono gli scavi del pozzo 2 del livello della linea 3. Il 30 novembre fu poi avviato anche lo scavo del pozzo 3 della stazione della linea 3.
Il 14 novembre 2018 iniziarono i lavori di realizzazione della struttura principale della stazione della linea 3.
Nel luglio 2021, la Commissione per la pianificazione e le risorse naturali di Pechino pubblicò il piano preliminare di denominazione delle stazioni lungo la linea 17, confermando il nome Stadio dei Lavoratori (工人体育场, Gōngrén tǐyùchǎng zhàn).
La stazione della linea 17 è stata inaugurata e aperta al pubblico il 30 dicembre 2023 e, circa un anno dopo, il 15 dicembre 2024, è stata inaugurata anche quella della linea 3.
Poiché la sezione centrale della linea 17 è ancora in corso di realizzazione, con apertura prevista entro il 2025, la stazione di Stadio dei Lavoratori corrisponde a uno dei capolinea della sezione nord della linea 17.

## Posizione

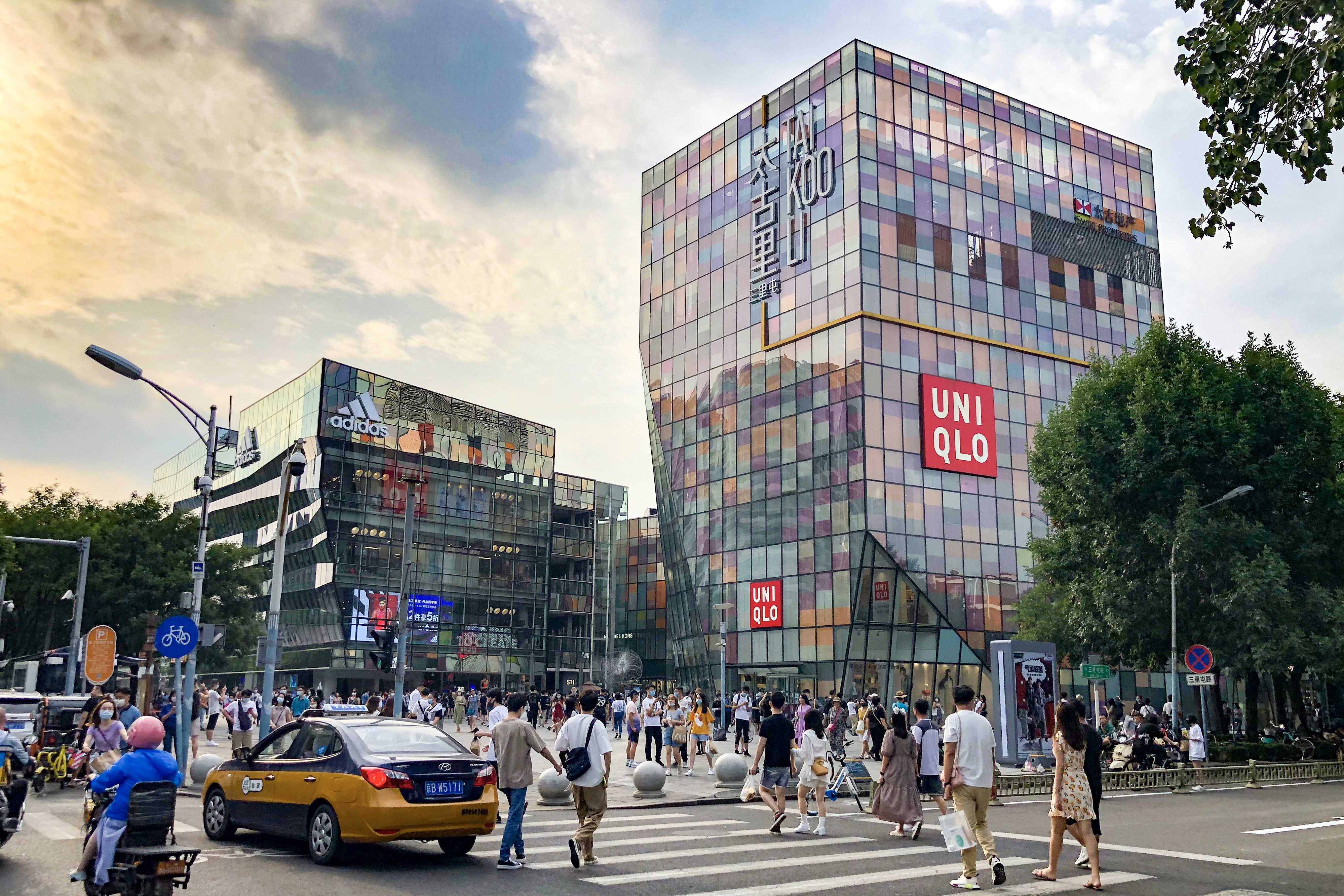
Centro del quartiere Sanlitun, dove sorge la stazione.

La stazione di Stadio dei Lavoratori si trova si trova nel distretto di Chaoyang, nel vivace e cosmopolita quartiere di Sanlitun, nel versante orientale di Pechino. La stazione è stata costruita all’incrocio tra Gongrentiyuchang North Road, Gongrentiyuchang East Road e Xindong Road. La stazione della linea 17 si sviluppa in direzione nord-sud, passando sotto Gongrentiyuchang East Road e Xindong Road, mentre quella della linea 3 si estende sotto Gongrentiyuchang North Road e si incrocia perpendicolarmente a quella della linea 17.
Nelle vicinanze della stazione sorge l'omonimo Stadio dei Lavoratori di Pechino, numerosi centri commerciali e zone dello shopping, come Sanlitun Taikoo Li, il China World Mall e Sanlitun SOHO.

## Struttura e impianti

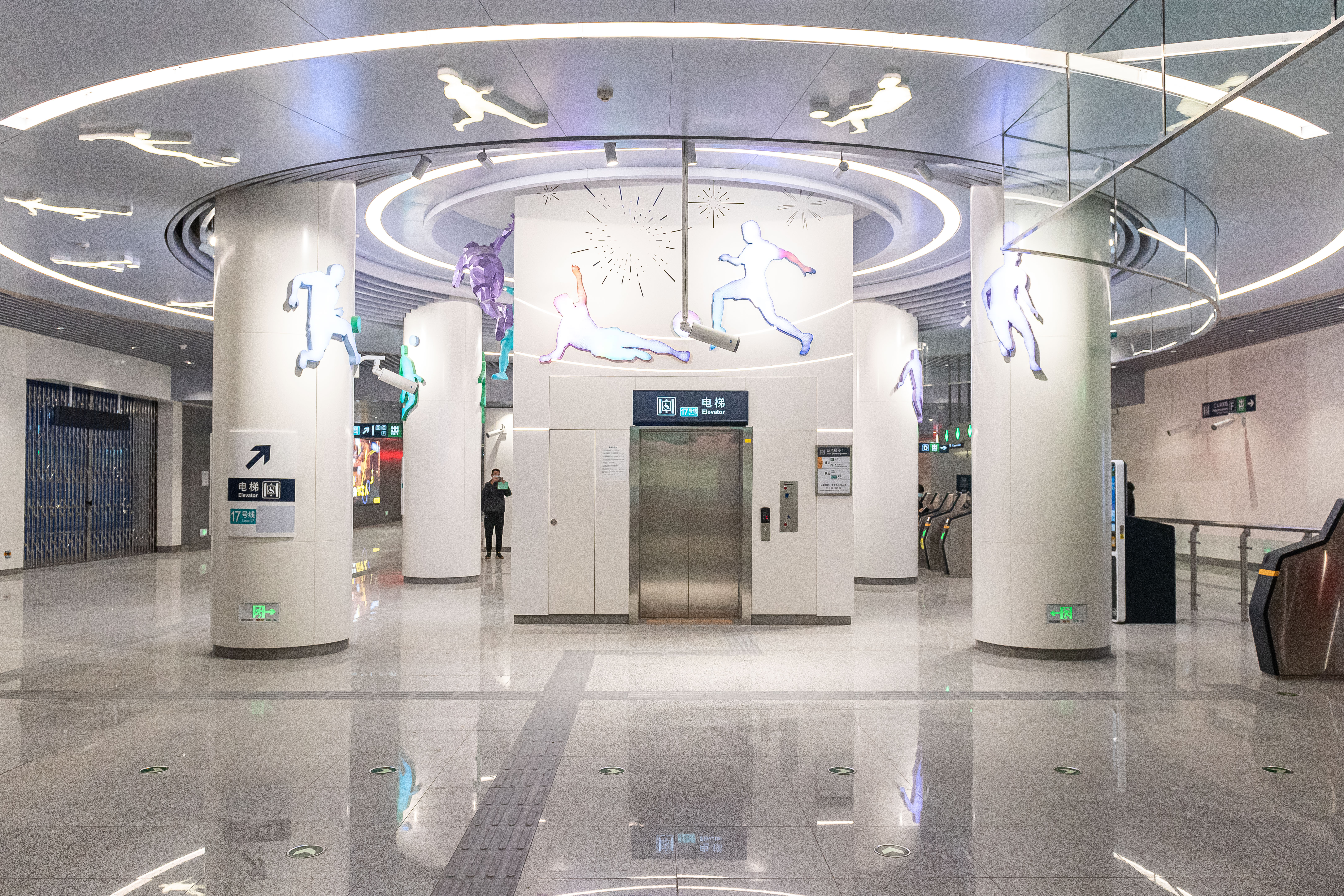
Decorazioni a tema calcistico alla stazione della linea 17.

La stazione di Stadio dei Lavoratori è una stazione sotterranea. La stazione della linea 3 si articola su due livelli sotterranei. Il primo piano interrato ospita l’atrio, suddiviso in un’area a pagamento e una non a pagamento, separate da tornelli di accesso. Da qui si accede al secondo piano interrato, dove si trovano i binari, serviti da una banchina a isola e collegati direttamente alla linea 17. Per spostarsi tra i diversi livelli sono disponibili quattro scale mobili e un ascensore. Gli accessi alla stazione sono distribuiti tra il lato sud, dove si trovano gli ingressi A e B, e il lato nord-est, con gli ingressi G e H.
Anche la stazione della linea 17 presenta una struttura simile, con due piani interrati. Il primo accoglie l’atrio, organizzato come quello della linea 3, mentre al secondo piano si trovano la banchina a isola e i locali tecnici. I collegamenti verticali sono garantiti da quattro scale mobili e un ascensore. Gli ingressi principali si distribuiscono sul lato nord-ovest, dove si trova l’ingresso C, sul nord-est con l’ingresso D, e sul lato sud-ovest con l’ingresso F.
Per effettuare lo scambio tra le due linee, i passeggeri che arrivano dalla linea 3 devono salire con una scala mobile al piano atrio, seguire le indicazioni per la linea 17 e, una volta raggiunto il relativo atrio, scendere di nuovo verso i binari della linea 17. In direzione opposta, chi viaggia sulla linea 17 scende dal treno, percorre il centro della banchina fino al corridoio di collegamento, e da qui, tramite una scala mobile, prosegue fino al terzo piano interrato, dove si trovano i binari della linea 3.
Le stazioni della linea 3 e della e della linea 17 sono decorate con uno stile che si ispira alle partite di calcio che si tengono nello stadio omonimo, celebrando non solo il fascino storico dello Stadio dei Lavoratori ma raccontando anche l’evoluzione dello sport e della cultura nella Cina moderna.
La stazione è dotata di sette accessi, indicati con le lettere A, B, C, D, F, G e H.

## Servizi
La stazione dispone di:
- Accessibilità per portatori di handicap (ingresso A e F)
- Emettitrice automatica biglietti
- Scale mobili
- Ascensori
- Servizi igienici
- Sportello automatico
- Stazione video sorvegliata
- Ufficio polizia

### Orari

#### Linea 3
I treni in direzione Dongbabei effettuano servizio ogni giorno da Stadio dei Lavoratori dalle 5:36 alle 23:26. In direzione opposta, verso Dongsi Shitiao, il servizio è attivo dalle 5:27 alle 23:12.

#### Linea 17
Tutti i giorni, dalle 5:55 alle 22:58, sono attivi treni da Stadio dei Lavoratori alla stazione di Future Science City North.

## Interscambi
- Fermata autobus